# 2530 Shipka
2530 Shipka (1978 NC3) là một tiểu hành tinh vành đai chính được phát hiện ngày 9 tháng 7 năm 1978 bởi L. Chernykh ở Nauchnyj.